# Rothmans, Benson & Hedges
Rothmans, Benson & Hedges (RBH) ist ein transnationales Unternehmen in der Tabakindustrie. Das Unternehmen entstand durch den Zusammenschluss der kanadischen Einheiten von Rothmans International und der Marke Benson & Hedges – im Besitz von Philip Morris International (PMI). RBH ist in Kanada ansässig und gehört zu 60 % der Rothmans Inc. und zu 40 % der Altria-Gruppe (Marlboro).

## Geschichte

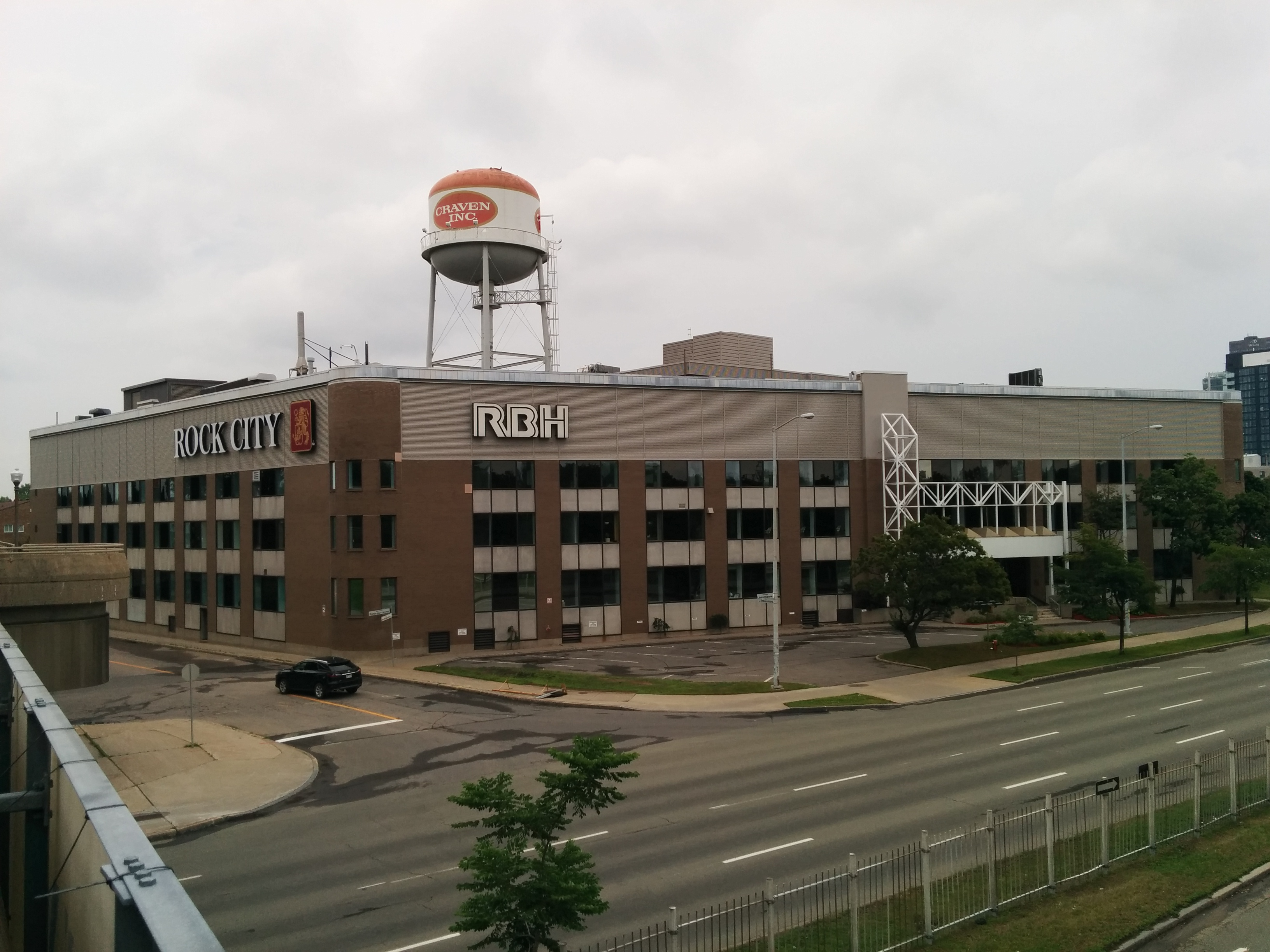
Die Tabakfabrik Rock City (im Besitz von Rothmans Benson & Hedge) im Stadtteil Saint-Roch in Quebec.

Das Tabakunternehmen Rock City wurde 1899 von Olivier-Napoléon Drouin und seinen Brüdern in Quebec gegründet. Ab den 1910er Jahren erlebte die Fabrik einen Aufschwung, bis sie zu einem der größten Hersteller von Tabakprodukten in Kanada wurde und über Vermögenswerte in Ontario und anderswo in Quebec verfügte. Die Fabrik beschäftigte etwa 500 Mitarbeiter, überwiegend Frauen, und hatte in ganz Kanada etwa zwanzig Handelsvertreter. Schließlich geriet Rock City in Schwierigkeiten und die britische Carreras Tobacco Company kaufte es 1936. Carreras wiederum wurde 1963 von Rothmans International aufgekauft. 1963 wurde auch das Schweizer Unternehmen Sullana in den Konzern eingegliedert.
Als British American Tobacco 1999 Rothmans aufkaufte, gliederte es seinen 60-prozentigen Anteil an Rothmans, Benson & Hedges als separate Aktiengesellschaft aus. 
Das Unternehmen erwirtschaftete 2003 einen Umsatz von 394,7 Millionen US-Dollar und beschäftigte im selben Zeitraum knapp 800 Angestellte. Bekannte Markennamen sind Rothmans, Dunhill, Benson and Hedges sowie Captain Black für Pfeifentabak. Auf dem kanadischen Markt hatte es 2003 einen Marktanteil von 23 %.
Im Jahr 2008 wurden die restlichen 60 % von RBH für 2 Mrd. US-Dollar von Philip Morris übernommen, der 40 % des Unternehmens kontrolliert hatte, wodurch PMI zum alleinigen Eigentümer des Unternehmens wurde. Damals war RBH der zweitgrößte Zigarettenhersteller in Kanada.

## Sponsoring

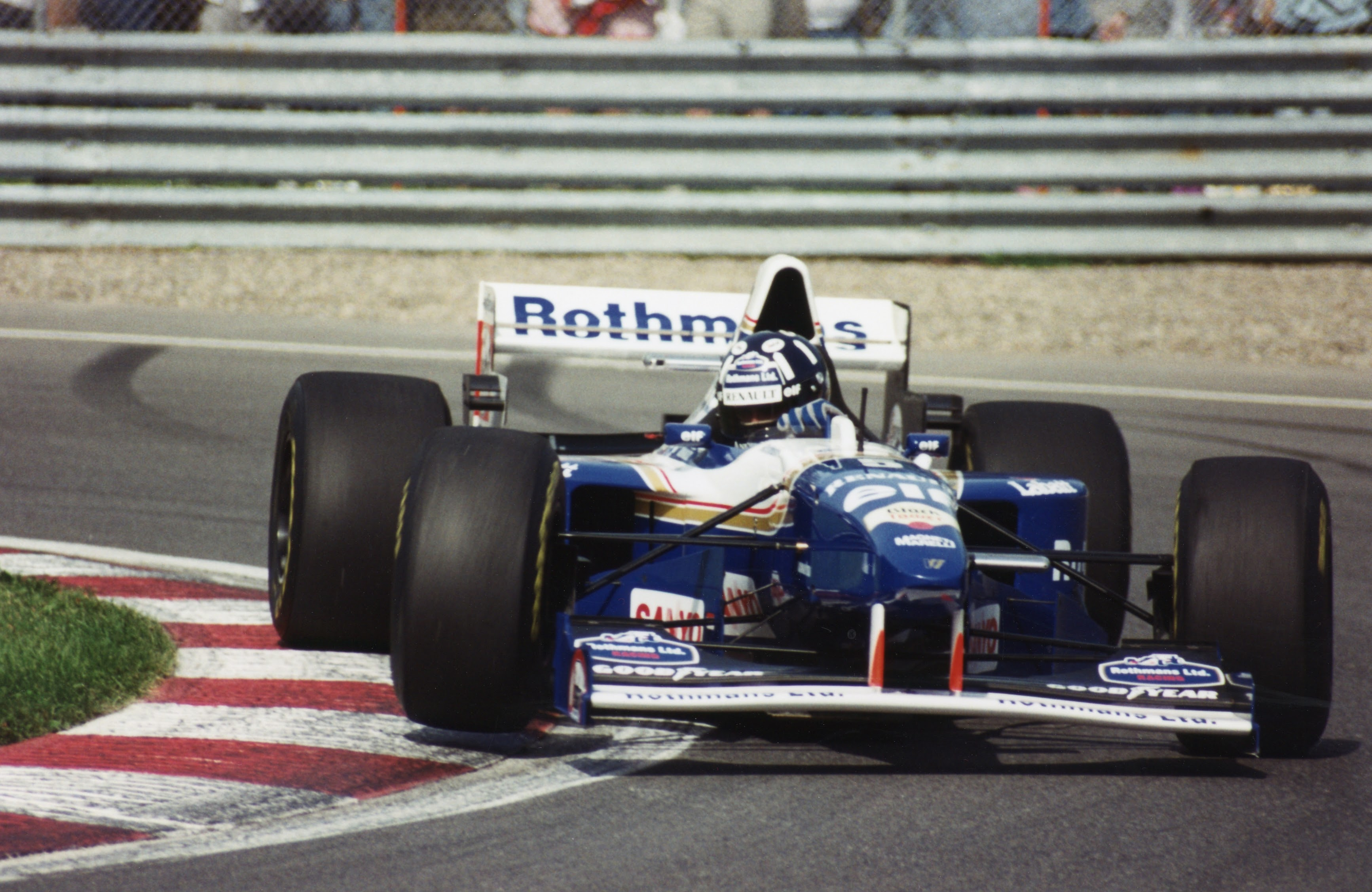
Williams-Renault mit Rothmans-Werbung (1995)

Rothmans ist als langjähriger Sponsor im Motorsport aufgetreten. Bekannt sind unter anderem die Teams Rothmans-Porsche im Bereich Sportwagen und Gran Turismo bzw. die Zusammenarbeit mit dem Williams-F1-Team in den 1990er-Jahren.
In den Jahren 1995 bis 2004 gab es eine Zusammenarbeit von Benson & Hedges und dem Formel-1-Team Jordan Grand Prix, die mit Benson-&-Hedges-Werbung auf ihren Rennwagen fuhren und auch zeitweise den Markennamen im Rennstallnamen trugen.

## Gerichtsverfahren
Rothmans war an einer Reihe von Gerichtsverfahren in Kanada beteiligt. In einem wichtigen Verfahren, das 2006 begann, wurde Rothmans wegen Betrugs und Verschwörung wegen Unterstützung des Zigarettenschmuggels auf dem Schwarzmarkt in den frühen 1990er Jahren strafrechtlich verfolgt. Der Vorwurf lautete, Rothmans habe den Schmuggel gefördert, um die kanadischen Regierungen davon zu überzeugen, die Zigarettensteuern zu senken und so genau diesen Schmuggel zu unterbinden. Rothmans bekannte sich 2008 der Anklage schuldig und erklärte sich bereit, eine Geldstrafe von 100 Millionen Kanadischen Dollar und Zahlungen in Höhe von 450 Millionen Kanadischen Dollar für ein Jahrzehnt nach der ursprünglichen Geldbuße zu zahlen.